# Emil och Emilia

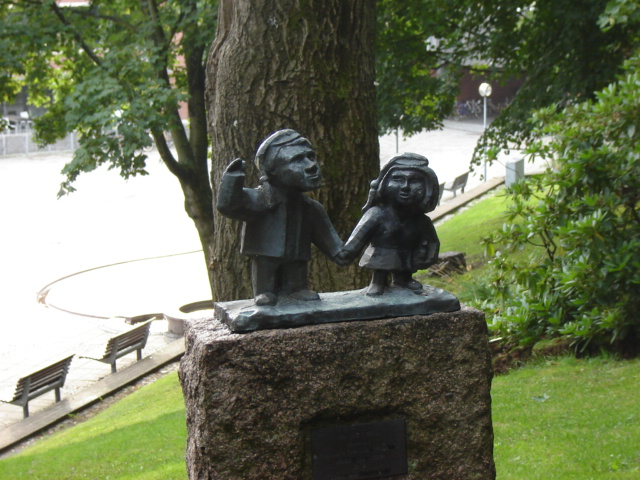
Emil och Emilia, staty på Chalmers tekniska högskola av Rolf Allan Håkanson.

Emil och Emilia är en benämning på chalmerister, studenter vid Chalmers tekniska högskola.
Namnet sägs komma från tidigt 1900-tal, då en chalmerist vid namn Emil var ovanligt populär bland det motsatta könet. Detta ledde till att även andra chalmerister började presentera sig som Emil. När senare en kvinnlig variant krävdes bildades Emilia. "Mamma" till Emilia är "Olga." Olga Boberg (1887–1971) var först städerska och sedan portvakt på Chalmers 1937–1956, och omåttligt populär bland Emilar. Hon blev hedersledamot i Chalmers studentkår den 30 november 1959 samt fick guldmedalj i 6:e storleken för nit och redlighet i rikets tjänst. En mångårig tradition var att av- och pågående styrelsen samt sexmästare avlade "officiell" visit hos Olga. Mängder av gamla chalmerister skickade regelbundet vykort till Olga. Dessutom även servetter, matsedlar och affischer från hela världen. Korten var oftast adresserade till: Olga, Chalmers, Suecia, eller bara Olga, Sweden. Från ur-Emilen, konsul Printz i Canada till den nyinskrivne nollan, var de alla hennes vänner.
Emils flickvän har ibland kallats för Emma (såvida hon inte var en Emilia). Någon manlig motsvarighet till Emma är inte känd.
Ett förslag från studenthåll att ge en gata vid Chalmers namnet Emil Oförvägen vann inte gehör. Istället antogs namnet Sven Hultins Gata efter högskolans tidigare rektor Sven Hultin. Trots detta använder vissa studentföreningar på Chalmers Emil Oförvägen som adress.
Adrian är Emils skyddshelgon med anor från 1928, då Teknologföreningen CS köpte in en dödskalle till föreningen. Först tronade dödskallen i ett "hyende" i CS allra heligaste, en särskild avbalkning innanför styrelserummet, där även övriga regalier förvarades. På Adrian-dagen brukade skyddshelgonet bäras i procession genom staden. Det har även uttryckts som "Emil är Emil, Adrian än hans profet, C.S. hans tempel och Raspen hans andes stämma i omvärlden. Emil är gammal fast evigt ung — 115 år enligt kyrkoböckerna, även om han inte döptes till sitt nuvarande namn förrän 100 år senare. Adrian är exakt lika gammal som Emil, fast han i sin yttre materialisation ser betydligt äldre ut."